# Dantroleno
Dantroleno sódico es un relajante muscular de acción directa que actúa aboliendo el proceso de interrelación entre la excitación y la contracción del músculo esquelético.

## Mecanismo de acción
Actúa probablemente sobre el receptor de rianodina (RyR1), que se encuentra presente en el retículo sarcoplásmico, atenuando la elevación del calcio intracelular.

## Usos
Descubierto en los años 1960, es el principal tratamiento de la hipertermia maligna y puede ser administrado de forma profiláctica o inmediatamente que se sospeche el diagnóstico. Históricamente la mortalidad por hipertermia maligna era casi del 80%, pero con más información y la disponibilidad del dantroleno, la mortalidad ha bajado al 10% en los países desarrollados.